# The Power of Love (phim)

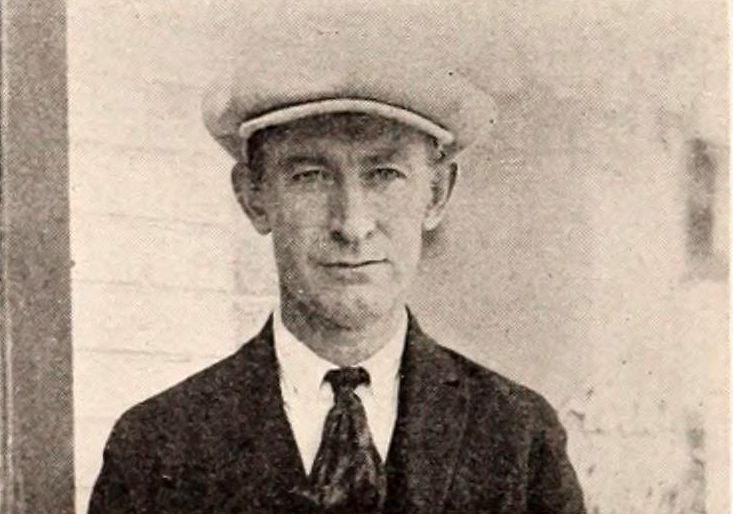
Harry K. Fairall

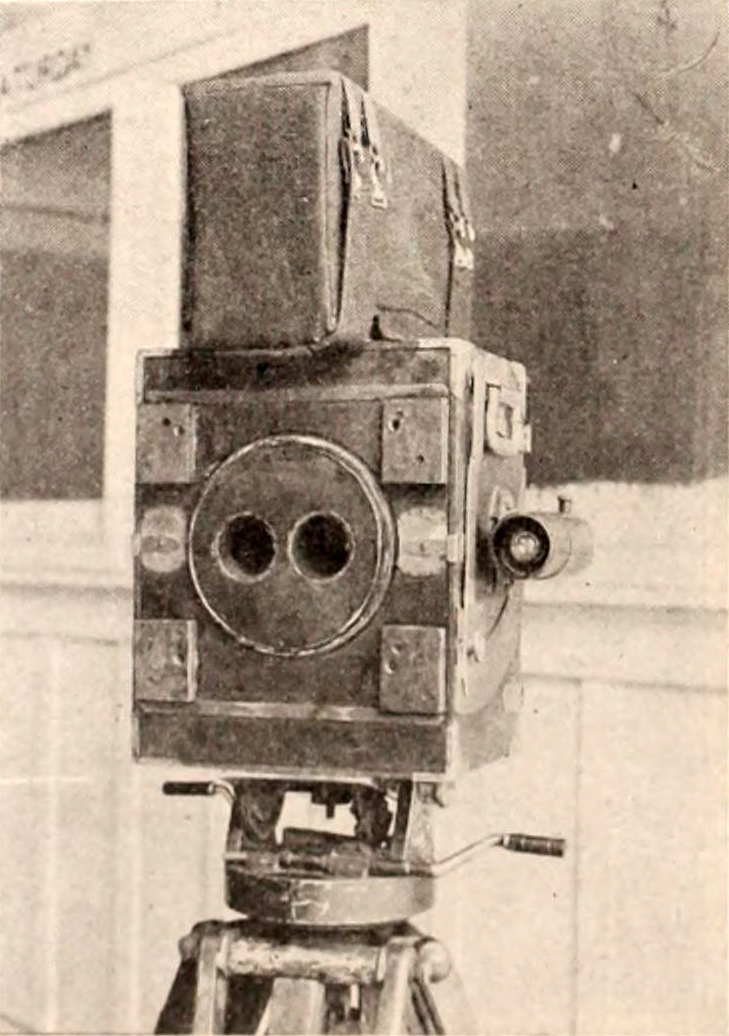
3D camera

The Power of Love là một phim câm của Mỹ và là phim 3D đầu tiên trên thế giới. Được công chiếu ngày 27 tháng 9 năm 1922, ở rạp chiếu khách sạn Ambassador ở Los Angeles.
Phiên bản 3D của phim được cho là đã mất tích. Phim sau đó được chiếu dưới dạng 2D với tên Forbidden Lover. Tình trạng hiện tại của bản 2D còn là ẩn số.

## Dàn diễn viên
- Elliot Sparling vai Terry O'Neal
- Barbara Bedford vai Maria Almeda
- Noah Beery vai Don Almeda
- Aileen Manning vai Ysabel Almeda
- Albert Prisco vai Don Alvarez
- John Herdman vai The Old Padre